# Johnbosco Kalu
Johnbosco Samuel Kalu (10 dicembre 1997) è un calciatore nigeriano, attaccante del Beitar Gerusalemme.

## Carriera
Nell'autunno del 2016, Kalu fece richiesta per trasferirsi in Svezia con l'obiettivo di intraprendere una carriera nel calcio professionistico. Fu contattato dal Växjö United, società che successivamente venne coinvolta, direttamente o indirettamente, in diverse controversie, tra cui presunti illeciti come partite truccate, impiego di giocatori con identità false e reati finanziari, emersi da procedimenti giudiziari e testimonianze di ex calciatori stranieri. Nel 2017, Kalu giocò dunque con il Växjö United in Division 3, il quinto livello del calcio svedese, segnando 15 gol in 21 partite e lottando per il titolo di capocannoniere, ma fu superato da Jacob Bergström.
Nonostante queste cifre, l'anno seguente non solo non salì di categoria, ma addirittura si ritrovò a dover scendere in sesta serie con il passaggio all'Hovshaga AIF. Secondo quanto dichiarato dallo stesso Kalu, a ostacolare i trasferimenti verso categorie superiori fu Mohamed Abdi Elmi, dirigente del Växjö United, dal quale il giocatore desiderava separarsi. Nel frattempo, nella primavera del 2018, l'Ufficio Svedese per l'Immigrazione respinse la richiesta di permesso di soggiorno di Kalu, in quello che fu il primo passo di un lungo processo burocratico durato alcuni anni. Quell'anno l'attaccante nigeriano concluse il torneo di Division 4 con 11 gol in 16 presenze.
L'anno seguente scese ulteriormente di categoria disputando con il Växjö BoIS il campionato di Division 5, il settimo livello del calcio svedese, dove fece registrare un dominante bilancio personale di ben 47 reti in 18 partite. Secondo le dichiarazioni del giocatore, egli accettò questo ulteriore passaggio a una categoria inferiore poiché dovette seguire il suo allenatore nel suo nuovo club in quanto quest'ultimo era anche un imprenditore nel settore della ristorazione e suo datore di lavoro al di fuori del calcio, anche se l'imprenditore in questione contattato dai media rigettò le accuse. In base a quanto detto da Kalu, il contratto di lavoro lo avrebbe aiutato per ottenere il permesso di soggiorno e poter così rimanere nel paese.
La sua carriera proseguì ancora nelle serie minori, con un bottino di 10 gol all'attivo in 15 presenze nel 2020 con la maglia dello Slätthögs BoIF in sesta serie e di 24 gol in 10 presenze in settima serie con il Vrigstads IF l'anno seguente. Alcuni problemi con il ristoratore, successivamente condannato per reati economici legati alla sua attività, portarono Kalu a staccarsi dalla persona in questione, anche se il permesso di soggiorno nel frattempo continuava a non arrivare. Alla fine del febbraio 2022, il tribunale per l'immigrazione respinse un nuovo tentativo di Kalu, costringendolo di fatto a dover lasciare il paese di lì a breve.
Nel frattempo, però, Kalu, che aveva iniziato ad allenarsi con il Räppe GoIF di quarta serie pur non potendo essere ufficialmente tesserato per ragioni burocratiche, si mise in luce brillando in un'amichevole contro una squadra locale di livello superiore come l'Öster. Questa partita convinse il direttore sportivo dell'IFK Värnamo, Enes Ahmetovic, che qualche anno prima da calciatore aveva giocato contro l'attaccante nigeriano. Il club biancoblù, neopromosso in Allsvenskan, nel marzo 2022 si accordò con il giocatore per un contratto triennale, nella speranza che, dopo una nuova richiesta, le autorità concedessero un permesso di lavoro e di soggiorno come calciatore professionista. Nonostante ciò, il 1º aprile 2022 Kalu dovette tornare in Nigeria. Oltre un anno dopo, il 2 maggio 2023, a Kalu venne concesso per la prima volta un permesso di lavoro e di soggiorno in Svezia, permettendo al club di pianificare il ritorno del giocatore, che avvenne poco più di due mesi dopo. Nei mesi immediatamente successivi al suo ritorno, collezionò una presenza in campionato, debuttando ufficialmente in Allsvenskan il 14 agosto 2023 nei minuti finali della partita casalinga persa contro il Degerfors.
Dopo aver prolungato il proprio contratto per ulteriori due anni nel gennaio del 2024, ha segnato il suo primo gol con la sua nuova squadra il successivo 18 febbraio nella partita di Coppa di Svezia vinta 2-0 contro il Trelleborg. Alla sua prima vera annata nella massima serie nazionale, con 7 gol in 22 presenze Kalu risultò il miglior marcatore stagionale dei biancoblù, che terminarono l'Allsvenskan 2024 al terzultimo posto conquistando poi la salvezza agli spareggi.
Il 5 giugno 2025 viene acquistato dal Beitar Gerusalemme.

## Statistiche

### Presenze e reti nei club
Statistiche aggiornate al 6 aprile 2025.
| Stagione        | Squadra         | Campionato      | Campionato | Campionato | Coppe nazionali | Coppe nazionali | Coppe nazionali | Coppe continentali | Coppe continentali | Coppe continentali | Altre coppe | Altre coppe | Altre coppe | Totale | Totale | Totale |
| Stagione        | Squadra         | Comp            | Pres       | Reti       | Comp            | Pres            | Reti            | Comp               | Pres               | Reti               | Comp        | Pres        | Reti        | Pres   | Reti   |        |
| --------------- | --------------- | --------------- | ---------- | ---------- | --------------- | --------------- | --------------- | ------------------ | ------------------ | ------------------ | ----------- | ----------- | ----------- | ------ | ------ | ------ |
| 2023            | IFK Värnamo     | A               | 1          | 0          | CS+CS           | 0               | 0               | -                  | -                  | -                  | -           | -           | -           | 1      | 0      |        |
| 2024            | IFK Värnamo     | A               | 22         | 7          | CS+CS           | 1+0             | 1+0             | -                  | -                  | -                  | -           | -           | -           | 23     | 8      |        |
| 2025            | IFK Värnamo     | A               | 2          | 0          | CS+CS           | 2+0             | 0               | -                  | -                  | -                  | -           | -           | -           | 4      | 0      |        |
| Totale carriera | Totale carriera | Totale carriera | 25         | 7          |                 | 3               | 1               |                    | -                  | -                  |             | -           | -           | 28     | 8      |        |